# Jessica Matzig
Jessica Matzig (* 1992 in Walenstadt) ist eine Schweizer Schauspielerin, Schauspiel-Coach, Pädagogin und Psychologin.

## Leben und Wirken
Nach bestandener Matura an der Kantonsschule Sargans studierte Matzig an der Universität Zürich Psychologie, Erziehungswissenschaft und Gymnasialpädagogik. Es folgte eine externe Masterarbeit an der ETH Zürich und ein Praktikum in einem betreuten Wohnheim für Kinder und Jugendliche in Ausnahmesituationen.
Bereits vor dem Abschluss ihrer Matura wurde Matzig vom Theater Karussell in Liechtenstein entdeckt, worauf sie unter der Regie von Brigitte Walk in Ingrid Lausunds Hysterikon zu sehen war. Diese erste grössere Produktion führte in direktem Anschluss zu einem Engagement beim Vorarlberger Volkstheater in Götzis (AT). Dort war sie unter anderem in "Süsser die Glocken..." an der Seite von Klaus Schöch sowie in der Uraufführung von Stefan Vögels Erfolgskomödie "Achtung Deutsch" (Achtung Ländle) in über 60 Vorstellungen als Französin "Virginie" zu sehen.
Während ihres Engagements am Theater wurde sie im Kinofilm "Himmelfahrtskommando" des Schweizer Regisseurs Dennis Ledergerber neben Walter Andreas Müller, Andrea Zogg und Beat Schlatter in einer Hauptrolle gecastet.
Mit dem Ziel, sich in Zukunft vermehrt auf die Schauspielerei zu konzentrieren sowie Schauspiel zu unterrichten, Regie zu führen und zu schreiben, ist Matzig nach Abschluss ihres Masters in Klinischer Psychologie nach London gezogen, um dort Schauspiel zu studieren.
Nach ihrer Rückkehr in die Schweiz wurde sie 2023 mit dem Förderpreis der St.Galler Kulturstiftung ausgezeichnet.

## Filmografie (Auswahl)
- 2013: Himmelfahrtskommando
- 2015: 1818 – Die Liechtenstein Saga
- 2016: Transcending
- 2017: The Pickup Artist
- 2017: Rewind
- 2019: Die fruchtbaren Jahre sind vorbei (Regie: Natascha Beller)
- 2020: Sonnenwende (Regie: Timo von Gunten)
- 2020: Maiensäss (Regie: Sven Schnyder)
- 2020: Toni, männlich, Hebamme – Eine runde Sache (Regie: Sibylle Tafel)
- 2022: Die Beschatter (Regie: Michael Steiner)
- 2024: Refurbished – Series (Regie: Jochen Isensee)
- 2025: Maloney: Ein Anwalt kommt selten allein (Fernsehserie)

## Theater (Auswahl)
- 2011: Virginie, ACHTUNG LÄNDLE, Vorarlberger Volkstheater, Regie: Hartmut Hofer
- 2012: Virgine, ACHTUNG LÄNDLE 2, Vorarlberger Volkstheater, Regie: Hajo Förster
- 2013: Mette, DAS FEST (FESTEN), Theater Karussell, Regie:  Urs Bircher
- 2013: Lena, UND EIN LIED ERKLINGT, Kurtheater Baden, Regie: Deborah Loosli, Heidi Portmann
- 2014: Lilian, LILLI UND MARLENE, Kurtheater Baden, Regie: Nina Halpern
- 2015: Goldmarie, FRAU HOLLE, Showtime Establishment, Regie: Andy Konrad
- 2015: Gretchen, FAUST I., Theater Karussell, Regie: Niko Büchel
- 2015: Patrizia, UND BIST DU NICHT WILLIG, Kurtheater Baden, Regie: Kamil Krejci
- 2016: Elena, WO IST WALTER?, Kellers Feder, Regie: Valérie Cuenod
- 2017: Wicked Fairy Godmother, SLEEPING BEAUTY, Showtime Establishment, Regie: Andy Konrad
- 2017: Denise Savage, SAVAGE IN LIMBO (FÄGFÜÜR), ManyTracks Inc. & Schlösslekeller, Regie: Katrin Hilbe
- 2017: Lavinia Mannon, MOURNING BECOMES ELECTRA, Giles Foreman Centre for Acting, Regie: Samuel Clemens
- 2018: Liubov Andreyevna Ranevskaya, THE CHERRY ORCHARD, Giles Foreman Centre for Acting, Regie: Stuart Laing
- 2018: Frau Gabor, SPRING AWAKENING, Giles Foreman Centre for Acting, Regie: Dylan Brown
- 2018:  Pallas Athene, WOMEN OF TROY, Giles Foreman Centre for Acting, Regie: Giles Foreman
- 2018: Juana Inés de la Cruz, THE HERESY OF LOVE, Giles Foreman Centre for Acting, Regie: Stuart Laing
- 2019: Princess, THE VALIANT LITTLE TAILOR, Showtime Establishment, Regie: Andy Konrad
- 2020: Rotkäppchen, ROTKÄPPCHEN, Showtime Establishment, Regie: Andy Konrad
- 2021: Käthchen, Das Käthchen von Heilbronn, Liechtensteiner Schlossfestspiele, Regie: Nikolaus Büchel
- 2022: Käthchen, Das Käthchen von Heilbronn, Liechtensteiner Schlossfestspiele, Regie: Nikolaus Büchel
- 2022: Pippi, Pippi Lamngstrumpf, Showtime Establishment, Andy Konrad
- 2022: Ella, Generation ohne Abschied, Regie: Isabelle Flachsmann
- 2023: Viola, Was ihr wollt, Liechtensteiner Schlossfestspiele, Regie: Nikolaus Büchel